# کاستل دل مونته

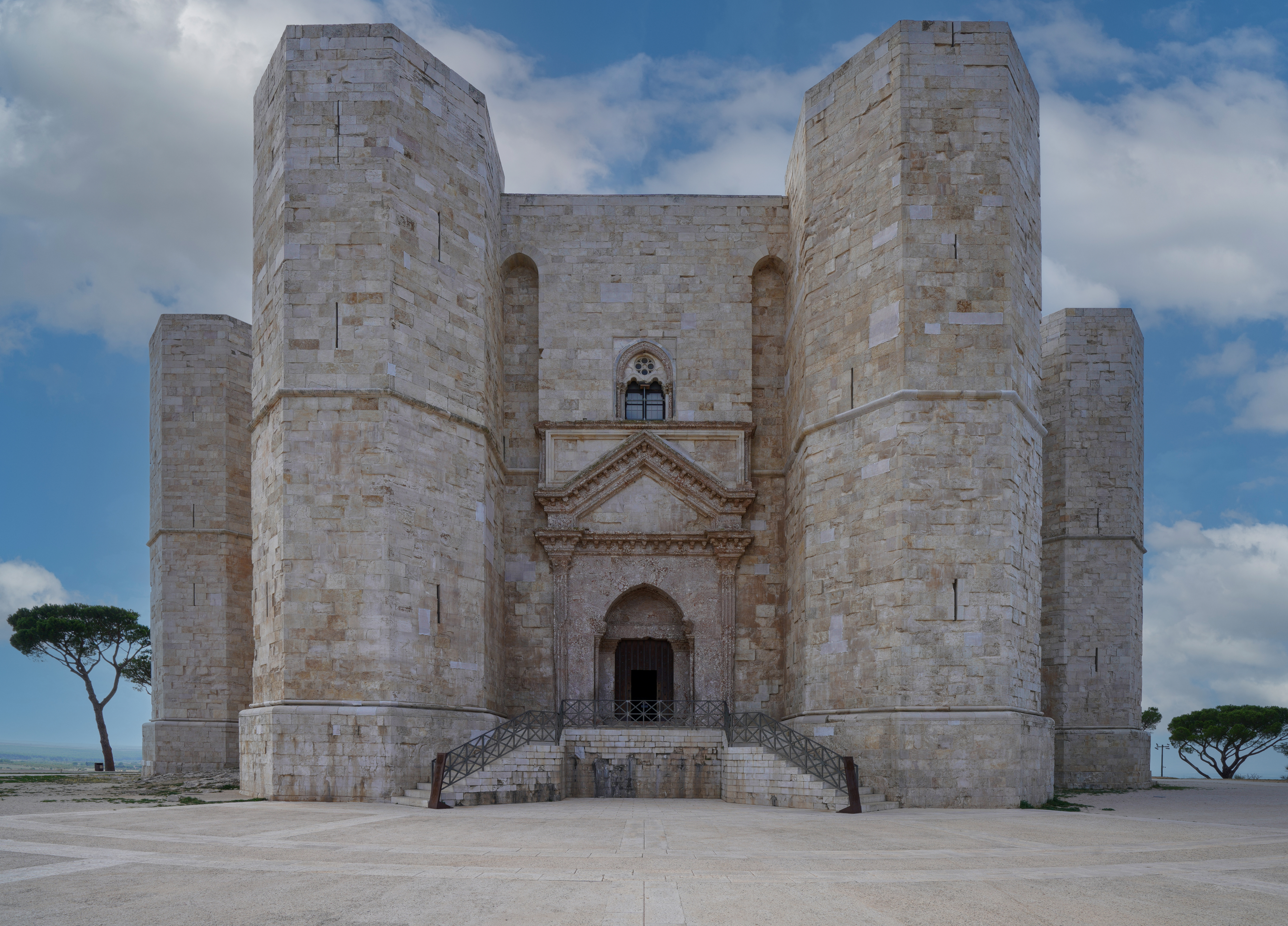
کاستل دل مونته.

کاستل دل مونته (به ایتالیایی: Castel del Monte، به معنی: قصر کوه) کاخی در جنوب ایتالیا مربوط به سده ۱۳ میلادی است.
این کاخ در منطقه آندریا و آپولیا واقع شده و در خلال دهه ۱۲۴۰ توسط فریدریش دوم، امپراتور مقدس روم ساخته شده‌است. مرمرها و مبلمان داخلی این قصر در سده‌های بعدی غارت شده‌است. این کاخ نه خندق و نه تخته‌پل دارد و به احتمال زیاد در واقع هرگز به عنوان یک قلعه دفاعی در نظر گرفته نشده‌است. این کاخ که در «دانشنامه ایتالیا» از آن به عنوان «جذاب‌ترین قلعه ساخته شده توسط فردریش دوم» یاد شده، در فهرست بناهای محافظت‌شده میراث جهانی یونسکو قرار دارد.